# 今井勇
今井 勇（いまい いさむ、1919年7月21日 - 1998年11月6日）は、日本の政治家。位階は従三位、勲等は勲一等。厚生大臣（第66代）、衆議院議員（7期、自由民主党）。

## 来歴・人物
長野県長野市出身。第一高等学校を経て、1944年東京帝国大学第一工学部土木工学科を卒業。戦後の1949年建設省に入省。秋田工事事務所長、東北地方建設局道路部長、計画局地域計画課長、計画局技術調査官などを経て、1970年四国地方建設局長。退官後に1972年の第33回衆議院議員総選挙で旧愛媛3区から無所属で立候補し初当選。その後、自由民主党に入党、宏池会（大平正芳→鈴木善幸→宮澤喜一派）所属。農水・厚生政務次官、党社会部会長、衆院農水委員長などを歴任した後、1985年第2次中曽根内閣の厚生大臣として初入閣した。
1992年4月の春の叙勲で勲一等に叙され、瑞宝章を受章する。1993年、政界から引退する。
1998年11月6日、肺炎による呼吸不全のため、愛媛県松山市の病院で死去した。79歳没。同月27日、特旨を以て位八級を追陞され、死没日付をもって従七位から従三位に叙される。